# Sankt Martin, Sudliche Weinstrasse
Sankt Martin là một đô thị thuộc huyện Südliche Weinstraße, trong bang Rheinland-Pfalz, phía tây nước Đức. Đô thị này có diện tích 11,2 km², dân số thời điểm ngày 31 tháng 12 năm 2006 là 1869 người.